# Hans Kelsen
Hans Kelsen (Praga, 11 de octubre de 1881-Berkeley, California, 19 de abril de 1973) fue un jurista y filósofo austríaco de origen judío. 

## Biografía
Estudió derecho en la Universidad de Viena, donde se doctoró en 1906. En la misma universidad completó su habilitación en derecho constitucional y filosofía del derecho, en 1911. Cursó un seminario complementario en la Universidad de Heidelberg, bajo la dirección de Georg Jellinek.
En 1919 se convirtió en profesor de derecho administrativo en la misma casa de estudios vienesa, a la vez que el canciller Karl Renner le encargaba un diseño de una nueva Constitución, que fue finalmente terminada en 1920. Después de eso, Kelsen fue nombrado miembro vitalicio del Tribunal Constitucional austríaco. También en 1920 publicó una obra sobre derecho internacional, que lleva como subtítulo "Contribución a una teoría pura del derecho", la primera vez que usó esa expresión para referirse a su creación más conocida, y que se publicaría 14 años después. Al clima de conservadurismo que se notaba en Austria hacia 1930, se añade lo suscitado a raíz de la laguna legal en torno al divorcio en la legislación austriaca, conflicto que el tribunal constitucional, presidido por Kelsen, resolvió detectando un conflicto de competencias del ámbito administrativo respecto al jurisdiccional. Esto ocasionaría la sustitución de Kelsen como miembro de dicho tribunal.
Entonces, debido a los incidentes suscitados en torno a su destitución como juez y al ambiente que se vivía en la Universidad de Viena, Kelsen decidió dejar Austria y empezar tratos con universidades extranjeras para buscarse un nuevo espacio de desenvolvimiento. En 1930, obtuvo una cátedra en la Universidad de Colonia, pero la ascensión del nazismo le llevó a dejar Alemania debido a su origen judío (1933). Tras partir a la Suiza francesa y algunos años enseñando en la Universidad de Ginebra publicó en 1934 su obra Teoría pura del Derecho (Reine Rechtslehre). En 1936 partió a la Universidad de Praga. Es en estas nuevas cátedras donde Kelsen entró en renovados contactos con el derecho internacional. Este acercamiento le depararía reconocimiento debido a sus trabajos en este ámbito, y también durante su posterior desempeño como profesor en la Academia de La Haya. Sumado a esto, su virtual nombramiento como juez del Tribunal de La Haya (nombramiento que no se concreta debido a que Austria no lo postula) patentaron un reconocimiento de la comunidad internacional respecto a Kelsen en este ámbito.
Finalmente, el estallido de la Segunda Guerra Mundial lo llevó a abandonar Europa, llegando a los Estados Unidos en 1940, gracias a la Fundación Rockefeller. Allí ejerció la docencia en la Universidad de Harvard en donde fue titular de la cátedra «Oliver Wendell Holmes». En esta nueva etapa, Kelsen entró en contacto directo con la ciencia jurídica anglosajona: la Common law. Fruto de esto es su trabajo The General Theory of Law and State (1945), publicado precisamente en inglés.
Transcurridos dos años, la subvenciones otorgadas por la Fundación Rockefeller y los tratos con la Universidad de Harvard se agotan, en parte, debido a que la permanencia de un año más en la cátedra que Kelsen ocupaba llevaría a un compromiso de conservarlo, por parte de la directiva, en la universidad; cuestión que no se podían permitir puesto que no había una cátedra para otorgarle. Entonces, Kelsen empieza nuevos tratos y un antiguo discípulo suyo, el jurista americano Roscoe Pound, lo acerca a la Universidad de California, Berkeley donde ejercería como profesor titular del departamento de ciencia política.

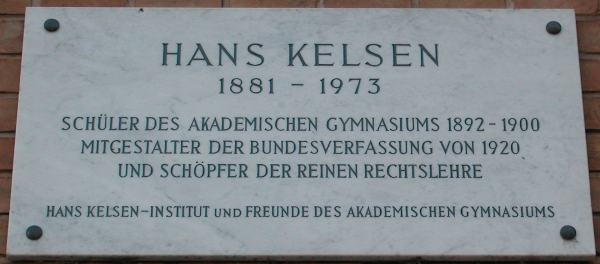
Monumento a Hans Kelsen.

La Universidad de California, Berkeley le depararía un ambiente más sosegado, además de incursiones a Washington como asesor del gobierno en torno a asuntos jurisdiccionales relacionados con los Juicios de Núremberg. Asimismo, en 1945 se firmó la Carta de las Naciones Unidas en EE. UU., precisamente, en California. Respecto a este acontecimiento fundamental se sabe que Kelsen no tomó parte, oficial al menos, en ella. Sin embargo, muchas delegaciones de distintos países buscaron asesoría en él antes de las sesiones que se llevarían al cabo, así: Roland Lebeau, de Bélgica; Eelco Van Kleffens, de Holanda; y Vladimir Vochoc, de Checoslovaquia lo consultaron; por lo demás su libro, El Derecho de las Naciones Unidas, tomó parte directo en los debates durante las sesiones. En 1965, ya bordeando los 85 años, Kelsen se dedicó, en Berkeley, a escribir la última de sus grandes obras, Teoría general de las normas (1994) que, sin embargo, quedó incompleta.

## Obra
Kelsen tiene una visión positivista (o iuspositivista) que llamó Teoría pura del Derecho: un análisis del Derecho como un fenómeno autónomo de consideraciones ideológicas o morales, del cual excluyó cualquier idea de Derecho natural. Analizando las condiciones de posibilidad de los sistemas jurídicos, Kelsen concluyó que toda norma emana de otra norma, remitiendo su origen último a una norma hipotética fundamental, que es para Kelsen una hipótesis o presuposición trascendental, necesaria para poder postular la validez del Derecho. Sin embargo nunca consiguió enunciar una norma jurídica completa basada solamente en su modelo. Más tarde, Kelsen situó dicha norma en el Derecho internacional, de ahí que defendiese la primacía de este sobre los ordenamientos nacionales.
Kelsen consideraba a la moral como parte de la justicia, pero no exclusivamente, sino como un elemento interconectado con la Justicia (que es uno de los fines del derecho); así, en su Teoría pura del Derecho dijo «en tanto la justicia es una exigencia de la moral, la relación entre moral y derecho queda comprendida en la relación entre justicia y derecho».
Una de las ideas más notables de Kelsen —y que más legado ha dejado— ha sido su sistema de revisión constitucional, que crea tribunales constitucionales especializados a los que confía esta revisión. Kelsen propone originalmente un cuerpo de jueces que no provengan del poder judicial. Esta institución se diferencia del sistema estadounidense (que nace en los albores de la independencia, con el caso Marbury vs Madison), en que el tribunal funciona como «legislador negativo» invalidando los estatutos o legislaciones que considere contrarios a la constitución y no procede necesariamente caso a caso. Este sistema fue usado primero en Austria, pero luego se extendió a España, Portugal e Italia y más adelante, incluso a repúblicas de Europa Central y del Este. En el sistema de revisión constitucional de Chile, nacido en la reforma constitucional de 1970, ampliado en la versión original de la constitución de 1980 y que se perfecciona en las modificaciones constitucionales del año 2005, se ve una fuerte influencia del sistema kelseniano (o europeo como algunos lo llaman).
Su concepción de la democracia como técnica participativa de elaboración del Derecho le convierte en uno de los principales teóricos de la democracia del siglo XX. Entre sus obras destacan: De la esencia y valor de la democracia (1920), Teoría general del Estado (1925) y Teoría pura del Derecho (1934).
Kelsen, como defensor de la democracia y de un sistema de equilibrio entre poderes estatales, se manifestó en contra de los sistemas presidencialistas muy rígidos. Esto lo plasma en su comentario acerca de la constitución chilena de 1925: 

La nueva constitución chilena es un producto de aquel movimiento antiparlamentario que hoy se propaga también en Europa, por doquier... Ya la forma de nominación del Presidente a través de elecciones directas y la fijación del período de seis años dan muestra de la forma de organizar la democracia chilena a través de una República presidencialista. Con todo, la constitución incluye una serie de disposiciones que conducen desde ahí hasta muy cerca de las fronteras de aquello que hoy se acostumbra a denominar una dictadura...
Hans Kelsen sobre la constitución de Chile de 1925

 En esos mismos comentarios, más adelante, Kelsen critica la existencia de atribuciones presidenciales como el derecho a veto, el manejo de las urgencias legislativas y el derecho del presidente a llamar a un plebiscito en los casos de "decretos de insistencia".
Otro gran aporte de Kelsen es su "pirámide" normativa, un sistema de jerarquía de las normas que sustenta la doctrina positivista, según la cual toda norma recibe su valor de una norma superior. Un detalle a tener en cuenta es que Kelsen en ningún momento habla en su obra de una pirámide, sino que esto es una simplificación de sus ideas sobre jerarquía, sin mencionar que deja por fuera elementos (por ejemplo sentencias). Kelsen reconoce dos formas de control para este fin:
- Por vía de excepción: que son los que hacen los tribunales ordinarios, en donde un juez dictamina —para un determinado caso— la aplicación de la norma y su relación con las demás partes de la pirámide, pudiendo en ciertos casos de justicia consuetudinaria, marcar un precedente en ciertas situaciones (por ejemplo, en el derecho estadounidense).
- Por vía de acción: esta es la concepción de revisión judicial de Kelsen, en donde un órgano especializado declara inconstitucional una norma y de esta forma la norma pierde su entrada en vigor, no pudiendo formar parte del ordenamiento jurídico.

En 1951, la Universidad Nacional Autónoma de México le otorgó el doctorado honoris causa.

## Recepción y crítica de Kelsen
Kelsen ha dejado un gran influjo en la doctrina jurídica mundial, aunque no siempre se lo ha entendido adecuadamente, como señala Diego López Medina.
La influencia de Kelsen ha marcado profundamente al llamado Círculo de Viena, la Escuela de Turín (véase Norberto Bobbio), la escuela de Brno (en Chequia) y en Inglaterra, las teorías positivistas de Herbert Hart y de Joseph Raz. Hart se inspira en la tesis kelseniana (según la cual las normas jurídicas forman un ordenamiento) para sostener que el ordenamiento jurídico está caracterizado por normas primarias y secundarias.
La obra de Kelsen ha sido criticada en sus aspectos filosóficos por el jurista argentino Carlos Cossio, con quien el maestro vienés mantuvo una polémica personal en Buenos Aires (1949) . Dicha polémica, oral y escrita, se mantuvo personalmente en los claustros de la Universidad de Buenos Aires en 1949, y epistolarmente después hasta la muerte de Kelsen . 
Muchos autores comparten los desarrollos formalistas kelsenianos, aunque echan en falta su compaginación con la teoría de los valores, de los fines y principios del derecho, o una mejor conexión con la realidad jurídica. Riofrío ha intentado unir las posiciones distantes del positivismo jurídico, las de los analíticos y cossianos en una teoría más amplia del derecho, titulada "la pirámide invertida", que tiene bases kelsenianas.

La pirámide de Kelsen no da una idea de lo que es jerarquía normativa; el derecho en su amplio contexto era una "maraña de reglas" antes de que Kelsen creara la Teoría Pura del Derecho. Sin embargo, supongamos que en nuestra pirámide cambia la  cima con otra constitución, si tenemos una idea de pirámide esta no se alterará ya que es pirámide. Ahora bien, imaginemos que es una pared de ladrillos y nuestra constitución sea la base y los tratados de derechos humanos sea los cimientos; los ladrillos que van encima de esta sería la normas con rango de ley y encima de esta las normas con menor rango normativo. Así, estas le dan sustento a las otras de menor rango normativo, asimismo complementa la idea de pirámide de Kelsen. Ya que si cambiamos nuestra constitución nuestra pared de ladrillos caerá y la normas y reglas establecidas caigan en la inconstitucionalidad ya que la pared sin una base donde sustentarse caería.Ya que necesita que lo sustente otra norma de mayor rango normativo.

### Artículos
- Frosini, Vittorio (Enero/abril de 1991). «Kelsen y las interpretaciones de la soberanía». Revista Española de Derecho Constitucional (Madrid: Centro de Estudios Políticos y Constitucionales) (31): 61-74.
- Kelsen, Hans (mayo de 1942). «Judicial Review of Legislation: A Comparative Study of the Austrian and the American Constitution». The Journal of Politics (en inglés) (Cambridge: Cambridge University Press) 4 (2): 183-200. doi:10.2307/2125770.

### Libros
- Eisenmann, Charles (1956). «Science du droit et sociologie dans la pensée de Kelsen». Méthode sociologique et Droit (en francés). París: Dalloz. pp. 61-73.
- Eisenmann, Charles (1964). «Sur la théorie kelsénienne du domaine de validité des normes juridiques».  En Engel, Salo, ed. Law, State, and International Legal Order : Essays in Honor of Hans Kelsen (en francés). Knoxville: University of Tennessee Press. pp. 60-69.
- Hauptprobleme der Staatsrechtslehre (1911, 2° ed. 1923)
- Vom Wesen und Wert der Demokratie (1920, 2° ed. 1929)
- Österreichisches Staatsrecht (1923)
- Allgemeine Staatslehre (1925)
- Reine Rechtslehre (1934, 2° ed. 1960). Traducción al español de la segunda edición por Roberto Vernengo: Teoría pura del derecho, Porrúa-UNAM, México, D. F., 1991.
- Vergeltung und Kausalität (1946)
- General theory of Law and State (1945). Traducción castellana: Teoría general del derecho y del Estado, Imprenta Universitaria, México, D. F., 1949.
- The Law of the United Nations (1950)
- Principles of International Law (1952, 2° ed. 1966)
- Allgemeine Theorie der Normen (1979 obra póstuma). Traducción al español por Delory Jacobs, H.: Teoría general de las normas, Trillas, México, D. F., 1994.
- Teoría general del derecho
- ¿Una nueva ciencia de la política?(2006) Buenos Aires/Madrid, Katz editores S.A, ISBN 84-609-8389-7